# بوكويتا
رافائيل أباريسيدو دا سيلفا (بالبرتغالية: Rafael Aparecido da Silva‏) (مواليد 7 أبريل 1990 ب‍ساو باولو، البرازيل - ) المعروف ببوكويتا (بالبرتغالية: Boquita‏)، هو لاعب كرة قدم برازيلي يلعب في مركز الوسط. شارك مع منتخب البرازيل تحت 20 سنة لكرة القدم. أما مع النوادي، فقد لعب مع جمعية بورتوغيزا الرياضية ونادي باهيا ونادي كورينثيانز ونادي فيلا نوفا وماريليا أتلتيكو ‏ ونادي اتلتيكو سوروكابا.

## وصلات خارجية
- بوكويتا على موقع الاتحاد الدولي (مؤرشف)  (الإنجليزية)
- بوكويتا على موقع قاعدة بيانات كرة القدم.إي يو (الإنجليزية)
- بوكويتا على موقع Soccerway.com (الإنجليزية)